# Патлажан Геннадій Ігорович
Геннадій Ігорович Патлажан (нар. 7 вересня 1973, Одеса) — український хірург, фахівець в галузі пластичної хірургії, лікар вищої категорії, кандидат медичних наук. Перший національний секретар Міжнародного товариства естетичної пластичної хірургії (ISAPS, 2006—2014). Лауреат премії Stella International Beauty Awards в номінації «Пластичний хірург» (2018).Онук доктора історичних наук, професора Патлажана Юхима Ізраїльовича

## Біографія
У 1992 році закінчив Одеське медичне училище, у 1998 — медичний факультет Одеського національного медичного університету за спеціалізацією — хірургія. З 1998 по 2000 рік працював хірургом в Одеській обласній клінічній лікарні. У 2000 році навчався на факультеті підвищення кваліфікації та професійної перепідготовки фахівців охорони здоров'я на базі Ярославської державної медичної академії.
Асистент Кафедри естетичної та реконструктивної медицини з циклом загальної стоматології при Одеському національному медичному університеті. Викладач на курсах тематичного удосконалення лікарів по циклу: «Пластична та естетична хірургія» при ОНМедУ. З 2000 по січень 2016 — був хірургом, а потім провідним хірургом Інституту пластичної хірургії «Віртус». У 2016 році заснував «Клініку пластичної хірургії Доктора Патлажана».
У листопаді 2015 відкрив авторську школу пластичної хірургії Patlazhan School of Plastic Surgery, в якій молоді фахівці навчаються практичній роботі у галузі пластичної хірургії з провідними фахівцями України і світу з використанням сучасних технологій і обладнання.
У 2017 році став співзасновником Товариства естетичних пластичних хірургів України USAPS.
За роки хірургічної практики виконав понад 8000 операцій у всіх галузях пластичної, естетичної та реконструктивної хірургії.

## Наукова діяльність
Сфера наукових інтересів доктора Патлажана включає в себе пластичну, естетичну та реконструктивну хірургію. Зокрема, пластику носа, вушних раковин, живота, стегон, молочних залоз, омолодження обличчя, ліпосакцію, а також складні деформації після перенесених пластичних операцій.
Його роботи у галузі хірургічного лікування ускладнень корекції молочних залоз, проведеної за допомогою ін'єкцій поліакриламідного гелю (поліакріламідного маммарного синдрому) опубліковані у провідних наукових журналах World Journal of Surgery та Aesthetic Plastic Surgery і більш ніж десятилітній досвід лікування поліакріламідного маммарного синдрому використовується фахівцями всього світу. Поліакриламідний гель, як дешевий біоматеріал для збільшення грудей без хірургічного втручання, уперше був використаний в Україні наприкінці 1980-х років, але зараз є забороненим для використання у більшості країн світу через велику кількість ускладнень. Таким чином в Україні був найбільший досвід використання цього гелю і лікування його ускладнень.
У 2010 році Геннадій Патлажан захистив дисертацію на тему «Хірургічне лікування ускладнень корекції молочних залоз, проведеної за допомогою ін'єкцій поліакриламідного гелю» з присвоєнням наукового ступеню кандидат медичних наук за спеціальністю хірургія.
Праці Патлажана з відкритої ринопластики з використанням м'язово-апоневротичного (SMAS) клаптя здобули визнання у колег. Ці роботи були представлені на X конгресі Європейського товариства пластичної реконструктивної та естетичної хірургії у Відні та XVIII конгресі ISAPS у Ріо-де-Жанейро захищені патентом та опубліковані окремою главою у монографії «Innovations in plastic and aesthetic surgery».
Окремої уваги заслуговують дослідження доктора Патлажана у галузі корекції асиметрії молочних залоз, які довели, що біомеханіка розвитку обох молочних залоз після операції буде йти однаково, якщо буде однаковий обсяг тканини та імплантатів. Для цього корекція має здійснюватись шляхом видалення частини молочної залози, яка більше, з установкою однакових імплантатів. Ці роботи були представлені на XXIII конгресі ISAPS у Кіото, XXVI конгресі ISAPS у Маямі, IMCAS World Congress 2019 та ін.
Загалом Геннадій Патлажан брав участь та виступав з доповідями у більш ніж 50 наукових форумах в 26 країнах (Бразилія, Чилі, США, Франція, Канада, Німеччина, Швейцарія, Австрія, Швеція, Велика Британія, ПАР, Польща, Австралія, Індія, Китай, Вірменія, Грузія, Росія, Японія).
Інновації Геннадія Патлажана у галузі ринопластики, у тому числі з використанням хрящового та SMAS-клаптя, маммопластики, ліпофілінгу захищені сімома патентами. Він є співавтором трьох монографій та більше 40 статей.

## Громадська та організаційна діяльність
Геннадій Патлажан з 2004 року входить до Міжнародного товариства естетичної пластичної хірургії (ISAPS). У 2006 році був обраний першим національним секретарем ISAPS від України і перебував на цій посаді 2 терміни до 2014 року. У 2017 році став співзасновником Товариства естетичних пластичних хірургів України (USAPS), член Президії USAPS. Завідувач секцією хірургії при Українському товаристві естетичної медицини з моменту заснування і по січень 2016 року.
Організатор 17 міжнародних майстер класів з ринопластики, маммопластики і омолоджування обличчя з живою хірургією. Зокрема, першого в Україні міжнародного майстер-класу під егідою ISAPS «Функціональна і естетична риносептопластика» (2007), «Збільшувальна маммопластика. Основні аспекти» (2016), «Збільшувальна маммопластика. Від простого до складного» (2017), 16-го Міжнародного майстер-класу International Plastic Surgery Odessa Workshop (2018) та інші. Засновник і викладач школи з підготовки фахівців в області пластичної хірургії Patlazhan School of Plastic Surgery, яка працює під егідою USAPS. Лауреат премії Stella International Beauty Awards в номінації «Пластичний хірург» (2018).

## Основні праці
- Pshenisnov K.P., Patlazhan G.I. Refinements in nasal tip surgery // Innovations in plastic and aesthetic surgery. Ed. Marita Eisenmann-Klein, Constance Neuhann — Springer. — 2007. — P. 292—296
- Патлажан Г. И., Пшениснов К. П. Редукционная маммопластика и мастопексия. / Курс пластической хирургии: Руководство для врачей. В 2 т. / Под ред. К. П. Пшениснова. — Т. II. — Ярославль; Рыбинск: Изд-во ОАО Рыбинский Дом печати, 2010. — С. 913—956.
- Патлажан Г. И., Пшениснов К. П. Полиакриламидный маммарный синдром и его хирургическое лечение. / Курс пластической хирургии: Руководство для врачей. В 2 т. / Под ред. К. П. Пшениснова. — Т. II. — Ярославль; Рыбинск: Изд-во ОАО Рыбинский Дом печати, 2010. — С. 957—980.
- Пшениснов К. П., Патлажан Г. И. Эстетические операции на молочной железе / «Пластическая эстетическая хирургия. Современные аспекты». К.: Здоров'я, 2000.; 232 с.
- Осложнения отдаленного периода маммопластики, выполненной с помощью полиакриламидного геля, и их хирургическое лечение / Г. И. Патлажан // Хірургія України. — 2009. — № 2. — С. 64-68.
- Unukovych, Dmytro; Khrapach, Vasyl; Wickman, Marie; Liljegren, Annelie; Mishalov, Volodymyr; Patlazhan, Gennadiy; Sandelin, Kerstin (1 квітня 2012). Polyacrylamide Gel Injections for Breast Augmentation: Management of Complications in 106 Patients, a Multicenter Study. World Journal of Surgery (англ.). Т. 36, № 4. с. 695—701. doi:10.1007/s00268-011-1273-6. ISSN 1432-2323.
- Patlazhan, Gennadiy; Unukovych, Dmytro; Pshenisnov, Kirill (1 квітня 2013). Breast Reconstruction and Treatment Algorithm for Patients with Complications after Polyacrylamide Gel Injections: A 10-Year Experience. Aesthetic Plastic Surgery (англ.). Т. 37, № 2. с. 312—320. doi:10.1007/s00266-012-0045-5. ISSN 1432-5241.